# 2012年マレーシアグランプリ
2012年マレーシアグランプリは、2012年F1世界選手権第2戦として、2012年3月25日にセパン・インターナショナル・サーキットで開催された。正式名称は2012 FORMULA 1 Petronas Malaysia Grand Prix。

## 予選
マクラーレンのルイス・ハミルトンが前戦オーストラリアグランプリに続きポールポジションを獲得した。チームメイトのジェンソン・バトンが続き、2戦連続マクラーレンのフロントロー独占となった。3位にはメルセデスのミハエル・シューマッハが入り、2010年の復帰以来最高位を獲得した。

### 結果
| 順位                                  | No. | ドライバー                 | チーム                         | Q1       | Q2       | Q3       | グリッド |
| ------------------------------------- | --- | -------------------------- | ------------------------------ | -------- | -------- | -------- | -------- |
| 1                                     | 4   | ルイス・ハミルトン         | マクラーレン・メルセデス       | 1:37.813 | 1:37.106 | 1:36.219 | 1        |
| 2                                     | 3   | ジェンソン・バトン         | マクラーレン・メルセデス       | 1:37.575 | 1:36.928 | 1:36.368 | 2        |
| 3                                     | 7   | ミハエル・シューマッハ     | メルセデス                     | 1:37.517 | 1:37.017 | 1:36.391 | 3        |
| 4                                     | 2   | マーク・ウェバー           | レッドブル・ルノー             | 1:37.172 | 1:37.375 | 1:36.461 | 4        |
| 5                                     | 1   | セバスチャン・ベッテル     | レッドブル・ルノー             | 1:38.102 | 1:37.419 | 1:36.634 | 5        |
| 6                                     | 10  | ロマン・グロージャン       | ロータス・ルノー               | 1:38.058 | 1:37.338 | 1:36.658 | 6        |
| 7                                     | 8   | ニコ・ロズベルグ           | メルセデス                     | 1:37.696 | 1:36.996 | 1:36.664 | 7        |
| 8                                     | 5   | フェルナンド・アロンソ     | フェラーリ                     | 1:38.151 | 1:37.379 | 1:37.566 | 8        |
| 9                                     | 15  | セルジオ・ペレス           | ザウバー・フェラーリ           | 1:37.933 | 1:37.477 | 1:37.698 | 9        |
| 10                                    | 9   | キミ・ライコネン           | ロータス・ルノー               | 1:37.961 | 1:36.715 | 1:36.461 | 101      |
| 11                                    | 18  | パストール・マルドナド     | ウィリアムズ・ルノー           | 1:37.789 | 1:37.589 |          | 11       |
| 12                                    | 6   | フェリペ・マッサ           | フェラーリ                     | 1:38.381 | 1:37.731 |          | 12       |
| 13                                    | 19  | ブルーノ・セナ             | ウィリアムズ・ルノー           | 1:38.437 | 1:37.841 |          | 13       |
| 14                                    | 11  | ポール・ディ・レスタ       | フォースインディア・メルセデス | 1:38.325 | 1:37.877 |          | 14       |
| 15                                    | 16  | ダニエル・リチャルド       | トロ・ロッソ・フェラーリ       | 1:38.419 | 1:37.883 |          | 15       |
| 16                                    | 12  | ニコ・ヒュルケンベルグ     | フォースインディア・メルセデス | 1:38.303 | 1:37.890 |          | 16       |
| 17                                    | 14  | 小林可夢偉                 | ザウバー・フェラーリ           | 1:38.372 | 1:38.069 |          | 17       |
| 18                                    | 17  | ジャン＝エリック・ベルニュ | トロ・ロッソ・フェラーリ       | 1:39.077 |          |          | 18       |
| 19                                    | 21  | ヴィタリー・ペトロフ       | ケータハム・ルノー             | 1:39.567 |          |          | 19       |
| 20                                    | 24  | ティモ・グロック           | マルシャ・コスワース           | 1:40.903 |          |          | 20       |
| 21                                    | 25  | シャルル・ピック           | マルシャ・コスワース           | 1:41.250 |          |          | 21       |
| 22                                    | 22  | ペドロ・デ・ラ・ロサ       | HRT・コスワース                | 1:42.914 |          |          | 22       |
| 23                                    | 23  | ナレイン・カーティケヤン   | HRT・コスワース                | 1:43.655 |          |          | 23       |
| 24                                    | 20  | ヘイキ・コバライネン       | ケータハム・ルノー             | 1:39.306 |          |          | 242      |
| 予選通過タイム: 1:43.974 (107%ルール) |     |                            |                                |          |          |          |          |

追記
^1 — キミ・ライコネンは2回目のフリー走行の後にギアボックス交換をした為、5グリッド降格のペナルティ
^2 — ヘイキ・コバライネンは前戦オーストラリアGPでセーフティカーライン1を通過する前に2台を追い抜いたとして5グリッド降格のペナルティ

## 決勝

### 展開

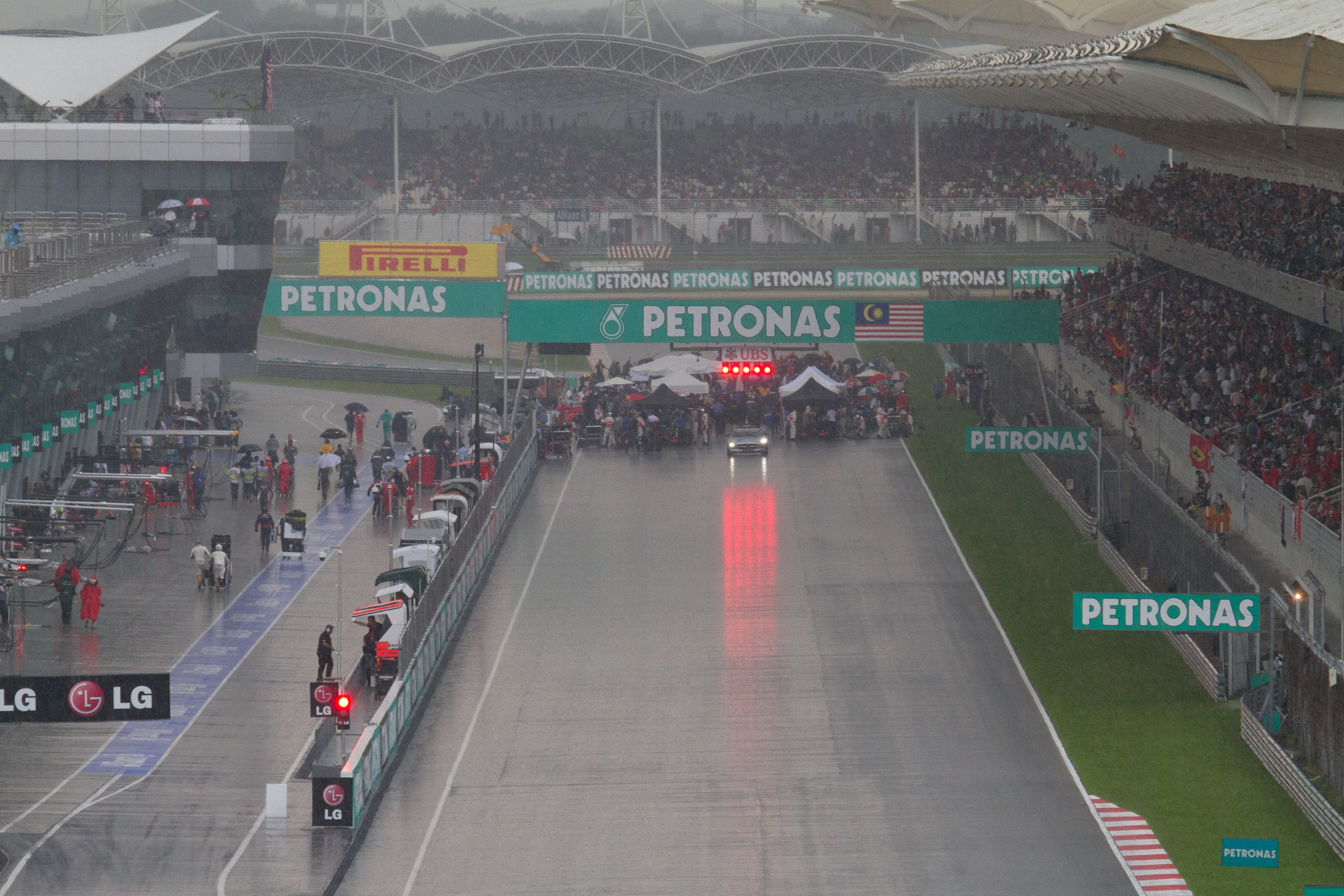
赤旗中断中のグリッド

現地時間16時にスタートが切られる決勝レースは、開始15分前から降り始めた雨の影響で、HRTの2台がウェット、その他の22台がインターミディエイトタイヤを履いてのスタートとなった。
フロントローからスタートしたマクラーレンの2台が順調なスタートを見せ、オープニングラップを終えた順位はハミルトン、バトン、ウェバーの順であった。3番グリッドからスタートしたシューマッハは、4コーナーでロータスのグロージャンと接触し後退した。後方から好スタートを切ったのは小林可夢偉で、17番グリッドから9番手へのジャンプアップを果たした。
スタート後に雨が急激に強まり、6周目にはセーフティーカーが導入、8周目終了時点に赤旗中断となり、中断は51分にも及んだ。ここまでただひとりピットインせずにインターミディエイトで走り続けたベルニュは7番手で再スタートを切ることとなった。
現地時間17時15分にセーフティーカー先導で全車ウェットタイヤでレース再開、13周目にセーフティーカーが退いた。路面は水が引き始めており、リスタートと同時にバトンら8台がピットインしてインターミディエイトへ交換、1周後にはハミルトンやアロンソなどが続き、2周後にベッテル、ペレスらがタイヤ交換を行い、全車インターミディエイトでの走行となった。
マクラーレンのピットミスの影響もあり、全車タイヤ交換を済ませた段階での順位は、アロンソ、ペレス、ハミルトンとなった。ミックスウェザーを得意とするバトンは他車と接触して後退した。

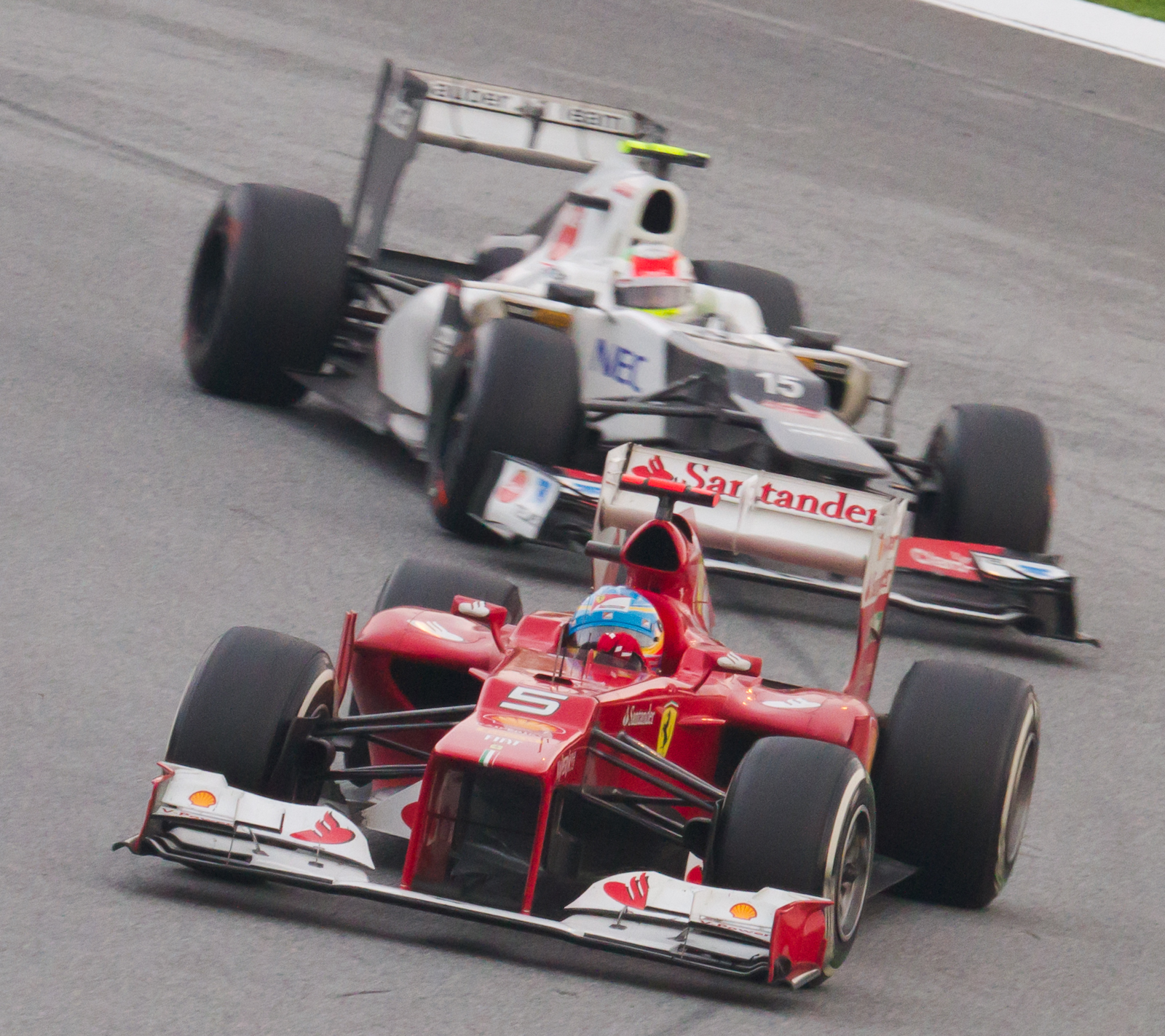
アロンソとペレスのトップ争い

ここから、逃げるアロンソをペレスがじわじわと追い上げる展開となった。ドライタイヤへ交換するタイミングで再び差が開いたが、ミディアムタイヤを履いたアロンソよりもハードタイヤを選んだペレスの方がラップタイムが速く、残り6周で完全にテール・トゥ・ノーズの状態まで近づいた。しかし、ペレスは52周目のターン14で痛恨のコースオフを喫し、再び差が5秒まで開き、アロンソはチェッカーまで逃げ切った。
複雑なコンディションや、接触による後退などもあり、マシンの戦闘力に劣るアロンソ、ペレスが表彰台を獲得した。望外の優勝を手にしたアロンソは、チームの完璧なピットワークに感謝を述べた。ザウバーは悲願の初優勝を逃したが、チームオーナーのペーター・ザウバーは若きペレスの活躍を見て涙をぬぐった。ハミルトンは2戦連続でポールポジションからスタートしたものの、またしても3位に留まった。
ベッテルは4位走行中に周回遅れのナレイン・カーティケヤンとの接触してポイント圏外に脱落し、中指を立てて怒りを表現した。レース後にはカーティケヤンのことを「ガーキン（gherkin、酢漬けのキュウリ）」と罵り顰蹙を買った。

### 結果
| 順位 | No. | ドライバー                 | チーム                         | 周回数 | タイム / リタイア | グリッド | ポイント |
| ---- | --- | -------------------------- | ------------------------------ | ------ | ----------------- | -------- | -------- |
| 1    | 5   | フェルナンド・アロンソ     | フェラーリ                     | 56     | 2:44:51.812       | 8        | 25       |
| 2    | 15  | セルジオ・ペレス           | ザウバー・フェラーリ           | 56     | +2.263            | 9        | 18       |
| 3    | 4   | ルイス・ハミルトン         | マクラーレン・メルセデス       | 56     | +14.591           | 1        | 15       |
| 4    | 2   | マーク・ウェバー           | レッドブル・ルノー             | 56     | +17.688           | 4        | 12       |
| 5    | 9   | キミ・ライコネン           | ロータス・ルノー               | 56     | +29.456           | 10       | 10       |
| 6    | 19  | ブルーノ・セナ             | ウィリアムズ・ルノー           | 56     | +37.667           | 13       | 8        |
| 7    | 11  | ポール・ディ・レスタ       | フォースインディア・メルセデス | 56     | +44.412           | 14       | 6        |
| 8    | 17  | ジャン＝エリック・ベルニュ | トロ・ロッソ・フェラーリ       | 56     | +46.985           | 18       | 4        |
| 9    | 12  | ニコ・ヒュルケンベルグ     | フォースインディア・メルセデス | 56     | +47.892           | 16       | 2        |
| 10   | 7   | ミハエル・シューマッハ     | メルセデス                     | 56     | +49.996           | 3        | 1        |
| 11   | 1   | セバスチャン・ベッテル     | レッドブル・ルノー             | 56     | +1:15.527         | 5        |          |
| 12   | 16  | ダニエル・リチャルド       | トロ・ロッソ・フェラーリ       | 56     | +1:16.828         | 15       |          |
| 13   | 8   | ニコ・ロズベルグ           | メルセデス                     | 56     | +1:18.593         | 7        |          |
| 14   | 3   | ジェンソン・バトン         | マクラーレン・メルセデス       | 56     | +1:19.719         | 2        |          |
| 15   | 6   | フェリペ・マッサ           | フェラーリ                     | 56     | +1:37.319         | 12       |          |
| 16   | 21  | ヴィタリー・ペトロフ       | ケータハム・ルノー             | 55     | 1周遅れ           | 19       |          |
| 17   | 24  | ティモ・グロック           | マルシャ・コスワース           | 55     | 1周遅れ           | 20       |          |
| 18   | 20  | ヘイキ・コバライネン       | ケータハム・ルノー             | 55     | 1周遅れ           | 24       |          |
| 19   | 18  | パストール・マルドナド     | ウィリアムズ・ルノー           | 54     | エンジン          | 11       |          |
| 20   | 25  | シャルル・ピック           | マルシャ・コスワース           | 54     | 2周遅れ           | 21       |          |
| 21   | 22  | ペドロ・デ・ラ・ロサ       | HRT・コスワース                | 54     | 2周遅れ           | 22       |          |
| 221  | 23  | ナレイン・カーティケヤン   | HRT・コスワース                | 54     | 2周遅れ           | 23       |          |
| Ret  | 14  | 小林可夢偉                 | ザウバー・フェラーリ           | 46     | ブレーキ          | 17       |          |
| Ret  | 10  | ロマン・グロージャン       | ロータス・ルノー               | 3      | スピン            | 6        |          |
| 脚注 |     |                            |                                |        |                   |          |          |

追記
1. ^1 – カーティケヤンはベッテルとの接触を引き起こしたとしてレース後20秒加算ペナルティが下された。[6]

## 第2戦終了時点でのランキング
| 順位 | ドライバー             | ポイント |
| ---- | ---------------------- | -------- |
| 1    | フェルナンド・アロンソ | 35       |
| 2    | ルイス・ハミルトン     | 30       |
| 3    | ジェンソン・バトン     | 25       |
| 4    | マーク・ウェバー       | 24       |
| 5    | セルジオ・ペレス       | 22       |

| 順位 | コンストラクター        | ポイント |
| ---- | ----------------------- | -------- |
| 1    | マクラーレン-メルセデス | 55       |
| 2    | レッドブル-ルノー       | 42       |
| 3    | フェラーリ              | 35       |
| 4    | ザウバー-フェラーリ     | 30       |
| 5    | ロータス-ルノー         | 16       |

- 注：ドライバー、コンストラクター共にトップ5のみ表示。